# Patince
Patince (ungarisch Path  oder älter Pat) ist eine Gemeinde in der Südslowakei. Sie liegt an der Grenze zwischen der Donauebene und dem Donauhügelland, am Ufer der Donau, etwa 15 km von Komárno entfernt und ist die südlichste Gemeinde der Slowakei.

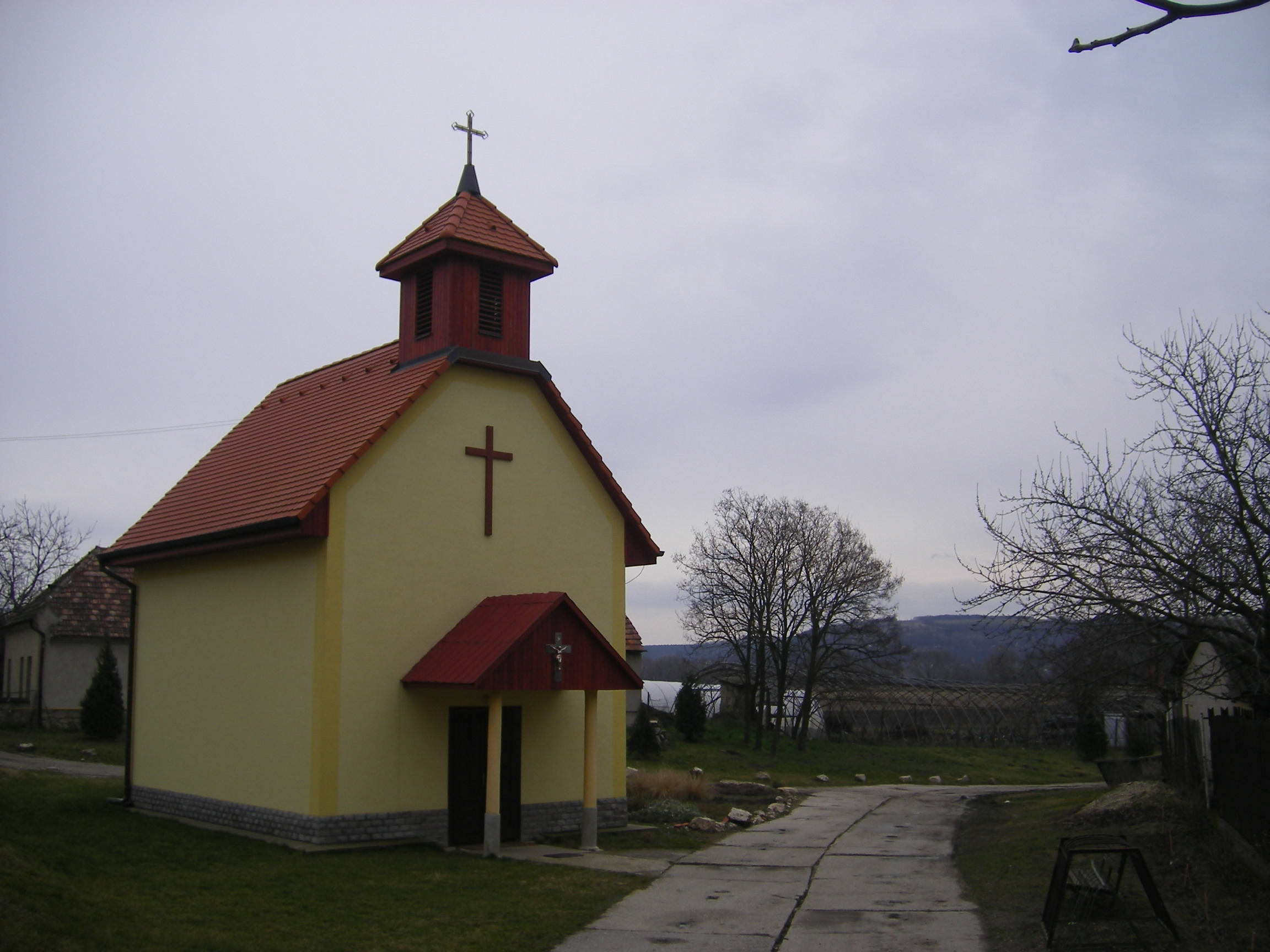
Eine Kirche im Ort

Der Ort wurde 1268 erstmals schriftlich als terra Poth erwähnt, war aber nie eine eigenständige Gemeinde bis zur Ausgliederung aus der Gemeinde Marcelová im Jahre 1957.
Patince wurde 2023 international bekannt, als darüber berichtet wurde, dass 200 Schwäne auf einem Mohnfeld gelandet waren und dieses abgrasten, wobei sie in einen Rauschzustand fielen.

## Bevölkerung
| Jahr                | 1994 | 2004    | 2014    | 2024     |
| ------------------- | ---- | ------- | ------- | -------- |
| Anzahl der Personen | 436  | 450     | 471     | 533      |
| Unterschied         |      | +3,21 % | +4,66 % | +13,16 % |

| Jahr                | 2023 | 2024    |
| ------------------- | ---- | ------- |
| Anzahl der Personen | 536  | 533     |
| Unterschied         |      | −0,55 % |